# Івіан Саркос
Івіан Саркос (ісп. Ivian Lunasol Sarcos Colmenares; народилася 26 липня 1989 в Гуанаре) — переможиця міжнародного конкурсу краси Міс Світу 2011. Її перемога стала для Венесуели шостою на Міс Світу і першою з 1995 року, коли перемогла Жаклін Агілера.
Івіан Саркос заснувала власний фонд допомоги дітям. Її хобі — волейбол, альпінізм та походи. Має спеціальність спеціаліста з кадрів. Працює на телебаченні.
Зріст Івіан Саркос — 180 см.